# KDStV Ascania Bonn
Die Katholische Deutsche Studentenverbindung Ascania Bonn (KDStV Ascania Bonn) ist eine 1894 gegründete katholische farbentragende Studentenverbindung an der Rheinischen Friedrich-Wilhelms-Universität zu Bonn. Sie ist Mitglied des Cartellverbands der katholischen deutschen Studentenverbindungen (CV).

## Geschichte
Im Mai 1894 gründete sich die Studentenverbindung als katholische, farbentragende und nichtschlagende Verbindung an der landwirtschaftlichen Hochschule, der späteren Rheinischen Friedrich-Wilhelms-Universität in Bonn mit den Prinzipien Christentum – Patria – Freundschaft. Die Prinzipien lauten heute: Religio, Scientia, Amicitia, Patria.
1896 bildeten die KDStV Germania Berlin, die KDStV Makaria Berlin (später Aachen), die KDStV Carolingia Stuttgart-Hohenheim, die KDStV Arminia Düsseldorf (später Asgard Köln) und KDStV Saxo-Silesia Hannover ein Cartell katholischer Verbindungen. Diesem ersten CKV schloss sich auch die Ascania Bonn an. Nach dem Ende des Akademischen Kulturkampfes 1908 erfolgte auf der Cartellversammlung 1912 die Aufnahme in den Cartellverband (CV).
Nach der nationalsozialistischen Gleichschaltung 1933 wurde das Klima für Studentenverbindungen schwieriger. Der Zwangsauflösung des CV 1935 kam die Ascania Bonn zuvor und löste sich 1934 auf. Unmittelbar nach Kriegsende 1945 erfolgte die Wiederbegründung. Die 1946 gegründete KDStV Rheinfels Bonn fusionierte 1986 mit der KDStV Ascania Bonn.
Sitz der Verbindung ist ein eigenes Haus in der Bonner Südstadt. Die Ascania Bonn ist mit ca. 450 Mitgliedern (Stand 2009) eine der größten CV-Verbindungen. Die KDStV Ascania stellte 1950/1951 und 1951/1952 sowie 1977/1978 zusammen mit der Bonner Cartellverbindung Novesia den Vorort des Cartellverbandes der katholischen deutschen Studentenverbindungen.
Freundschaftverbindung ist die KÖHV Alpinia Innsbruck im ÖCV.

## Bekannte Mitglieder (Auswahl)

### Ordentliche Mitglieder

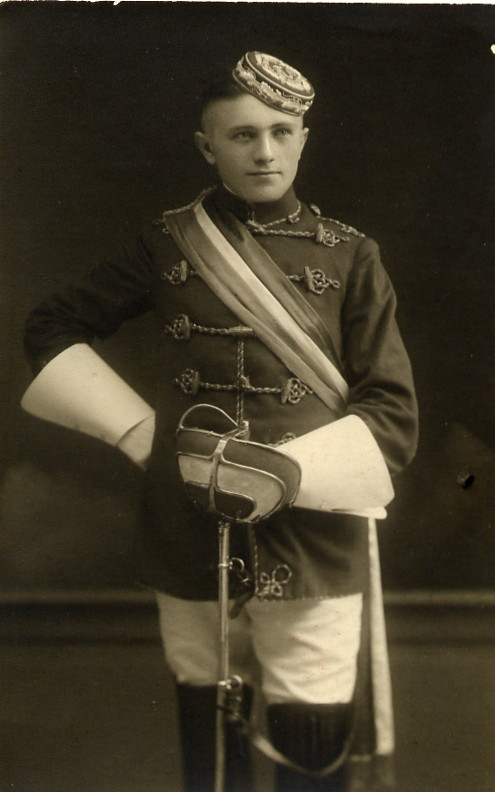
Der spätere kath. Priester Theodor Nauerz (1909–2007), 1929 als Bonner Ascane

- Christian Blank (1879–1967), preußischer Beamter, Politiker, Chefpräsident der Deutschen Post von 1946 bis 1947
- Franz Virnich (1882–1943), NS-Opfer, Gutsbesitzer
- Adolf Flecken (1889–1966), Politiker, Innenminister von Nordrhein-Westfalen von 1950 bis 1952, Finanzminister in Nordrhein-Westfalen 1952 bis 1956
- Christian Labonte (1899–1992), Weinbauexperte, hessischer Politiker (u. a. im Landtag), Ehrenbürger der Stadt Geisenheim
- Heinrich van de Sandt (1899–1974), Landwirt und Politiker
- Heinrich Lübke (1894–1972), Bundespräsident der Bundesrepublik Deutschland von 1959 bis 1969
- Alfons Lob (1900–1977), Chirurg, Röntgenologe sowie Hochschullehrer
- Arnold Güttsches (1904–1975), Direktor des Historischen Archivs der Stadt Köln
- Maximilian Steiner (1904–1988), Begründer pharmazeutische Biologie, ehem. Präsident der Deutschen Botanischen Gesellschaft
- Erich Strätling (1918–2003), Diplomat
- Josef van Eimern (1921–2008), Forst- und Agrarmeteorologe
- Paul Mikat (1924–2011), Rechtswissenschaftler, Kultusminister von Nordrhein-Westfalen von 1962 bis 1966
- Gerhard Ackermans (1926–2011), Unternehmer (Allkauf, Eureka TV/ProSieben)
- Burkhard Ritz (1931–2025), Landwirt, Politiker, Ehrenpräsident der Deutschen Verkehrswacht
- Jürgen Hartmann (* 1938), Landwirtschaftsstaatssekretär in Thüringen a. D.
- Clemens Johannes Stroetmann (* 1946), Staatssekretär im Bundesministerium für Umwelt, Naturschutz und Reaktorsicherheit
- Laurentius Meißner OT (* 1957), Generalprokurator es Deutschen Ordens
- Michael Klein (* 1965), Generalsekretär der Deutschen Akademie der Technikwissenschaften (acatech)
- Christian Schulze Pellengahr (* 1975), Jurist, Landrat des Kreises Coesfeld
- Johannes Winkel (* 1991), Jurist, Bundesvorsitzender der Jungen Union

### Ehrenmitglieder
- Hermann Jakob Dingelstad (1835–1911), Bischof von Münster
- Joseph Ferche (1888–1965), Weihbischof im Erzbistum Breslau und im Erzbistum Köln
- Johannes Joseph van der Velden (1891–1954), Bischof von Aachen
- Friedhelm Hofmann (* 1942), Bischof von Würzburg
- Johannes Bündgens (* 1956), Weihbischof von Aachen